# 弗里德堡隕石坑
弗里德堡隕石坑（英語：Vredefort crater）是地球上目前已確認的最大撞擊坑，位於南非共和國自由邦省，由地處撞擊坑中心附近的城鎮弗里德堡得名。該地又有“Vredefort dome”或“Vredefort impact structure”之稱。2005年，弗里德堡隕石坑因為其特殊的地質景觀被聯合國教科文組織列為世界遺產。

## 形成與結構
造成該撞擊坑的撞擊被認為是自40億年前的冥古宙至今地球上規模最強的幾次撞擊。造成該撞擊坑的小行星據估計直徑約5至10公里。
弗里德堡隕石坑的直徑大約是250至300公里，大於直徑約200公里的索德柏立盆地和直徑約170公里的希克蘇魯伯隕石坑。因此弗里德堡隕石坑是目前地球上已確認最巨大的撞擊結構。雖然位在南極洲的威爾克斯地隕石坑直徑可能達到遠大於弗里德堡隕石坑的500公里，但尚未確認。弗里德堡隕石坑的年代超過20億年（約20.23±0.04億年），形成於古元古代。因此該撞擊坑是已知地球年代第二古老的撞擊坑，只比俄羅斯卡累利阿共和国的蘇阿夫湖撞擊坑的年代少3億年。
該撞擊坑的中心最早被認為是因為火山爆發造成的穹丘；但在1990年代中期發現了該地是撞擊坑的證據，因為在附近法爾河的河床發現了破裂錐。
雖然在太陽系中多環結構的撞擊坑相當常見，但在地球上這是少數幾個多環結構的撞擊坑。因為侵蝕作用和板塊運動等地質作用會將地球上大多數的多環結構撞擊坑摧毀。雖然月球上有多個多環結構的撞擊坑，但最著名的可能是木卫四的瓦爾哈拉撞擊坑。
弗里德堡隕石坑附近的布希維爾德火成雜岩體和威特沃特斯蘭德盆地和該撞擊坑同時期形成；原因或許是因為造成撞擊坑的天體質量和動能足以引起區域性火山活動。布希維爾德火成雜岩體有世界上已知最大量的鉑族金屬礦藏；而威特沃特斯蘭德盆地則有世界上最大量的黃金礦藏量。

## 該遺產所受到的威脅

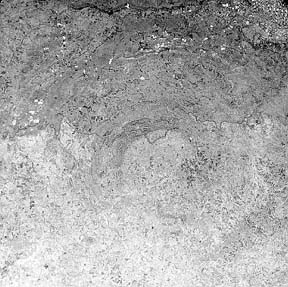
弗里德堡隕石坑單色影像。

弗里德堡隕石坑近年因為當地失衡發展，以及汙水流入法爾河和撞擊坑內，而有被破壞的危險。在撞擊坑邊緣被授權的採礦也是令人恐懼的破壞性開採行動。

## 登录基准
该世界遗产被认为满足世界遺產登錄基準中的以下基準而予以登錄：
- （viii）代表生命进化的纪录、重要且持续的地质发展过程、具有意义的地形学或地文学特色等的地球历史主要发展阶段的显著例子。

## 外部連結
- 磨顶槽冲击研究小组-金山大学 （页面存档备份，存于）
- 撞击地球数据库 （页面存档备份，存于）
- 深度撞击-弗里德堡隕石坑（页面存档备份，存于）
- Google地图提供的卫星图像 （页面存档备份，存于）